# Alberobello
Alberobello ist eine Stadt in der Metropolitanstadt Bari in der italienischen Region Apulien. Überregionale Bekanntheit genießt der Ort durch seine Trulli – kleine, meist weiße Rundhäuser – die 1996 von der UNESCO zum Weltkulturerbe erhoben wurden.

## Geografie
Die Stadt hat 10.177 Einwohner (Stand 31. Dezember 2023). Sie liegt etwa 50 km südöstlich von Bari und 35 km nördlich von Tarent. Die Nachbargemeinden sind: Noci, Castellana Grotte, Fasano (BR), Locorotondo, Martina Franca (TA), Monopoli und Mottola (TA).

## Geschichte
Nach dem Kriegseintritt Italiens im Juni 1940 errichtete das faschistische Regime in Alberobello ein Internierungslager (campo di concentramento). Die Insassen waren in einer ehemaligen Landwirtschaftsschule, der Casa Rossa, einige Kilometer vom Ortskern entfernt im Weiler Alberto della Croce untergebracht. Von 1940 bis 1943 gab es im Lager insgesamt 208 Insassen. Die ersten Ankömmlinge – Engländer, Iren, Malteser und Inder – wurden alsbald verlegt, um für italienische und ausländische Juden, Angehörige der slawischen Minderheiten in den italienischen Grenzprovinzen und Jugoslawen aus den von Italien besetzten und annektierten Gebieten Platz zu machen. Antifaschisten befanden sich ebenfalls im Lager. Im Sommer 1942 wurden die jüdischen Internierten nach Kalabrien, ins Internierungslager Ferramonti di Tarsia, überstellt. Die Belegung erreichte ihren Höchststand im Juli 1942 mit 105 Personen.
Es gab Latrinen und eine Toilette. Die medizinische Versorgung war eingeschränkt, denn es gab kein Krankenzimmer. Die Räume waren nicht beheizbar und es mangelte an warmem Wasser. Als im August 1942 „ex-Jugoslawen“ in Alberobello eintrafen, wurde das Lager mit Stacheldraht umzäunt. Die letzten Internierten verließen Alberobello am 6. September 1943.

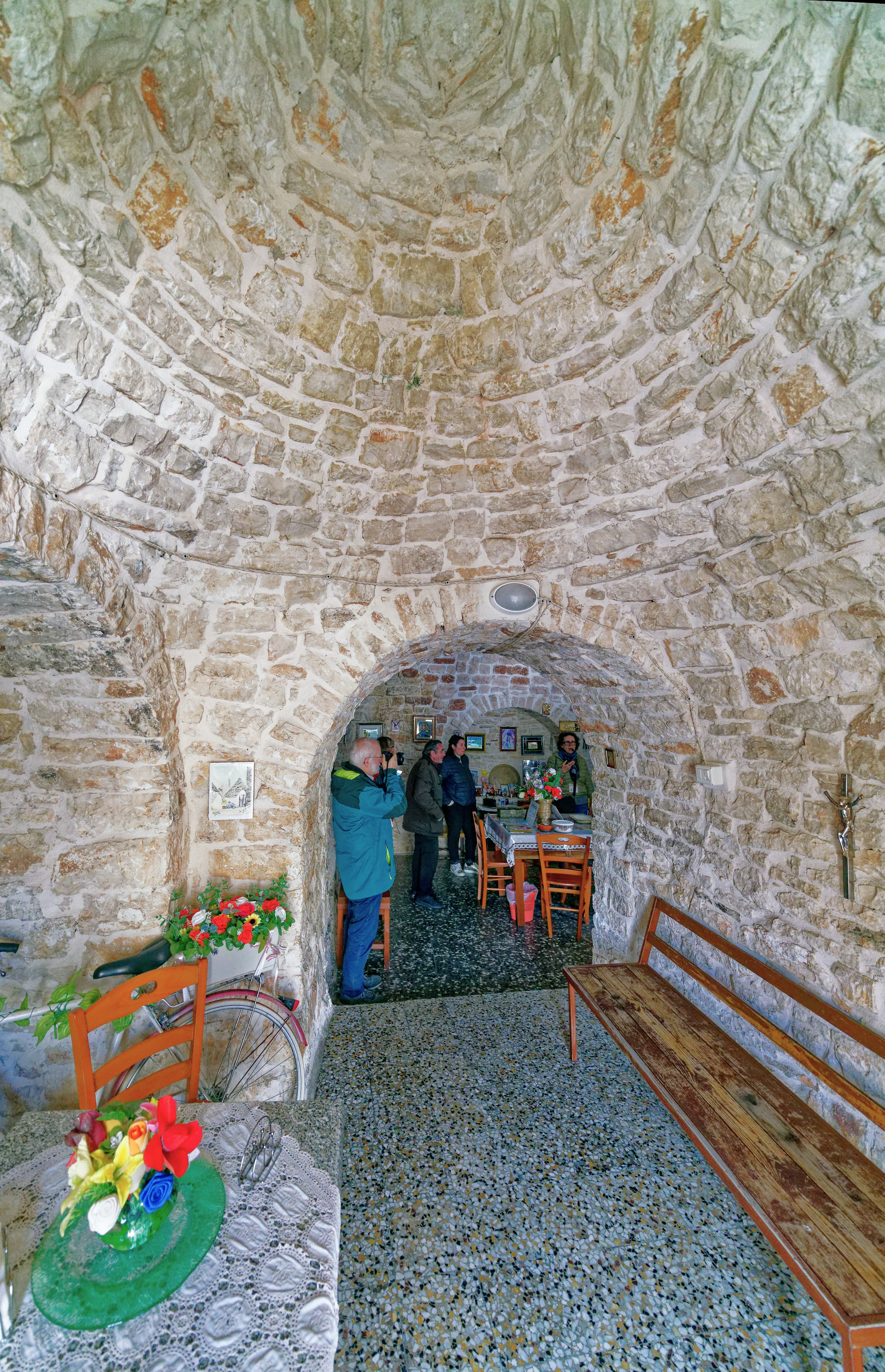
Blick in einen Trullo.

## Trulli
Die Stadt ist vor allem durch ihre Kegelbauten (Trulli, Einzahl Trullo) berühmt, die nach dem Vorbild der Bauweise von Hirtenhütten in dieser Gegend gehäuft entstanden. In Alberobello bestehen ganze Stadtteile aus Trulli. Darum gehört der Ort heute zum UNESCO-Welterbe.
Trulli gibt es nicht nur in Alberobello selber, sondern auch im Umland, doch in Alberobello treten sie massiv auf. Trulli sind zumeist runde, aber auch auf rechteckigem Grundriss errichtete, weiß gestrichene Bauten mit charakteristischen Kegeldächern aus Kalksteinplatten, die ohne Mörtel in Form eines falschen Gewölbes aufeinander geschichtet sind. Diese Bauweise gleicht in gewisser Weise den urtümlichen Wohnbauten der Menschheit, wie man sie auch an anderen Orten rund um das Mittelmeer findet, z. B. in Sardinien in Form der Nuraghen oder in Südfrankreich als Bories.
Es ist nicht eindeutig belegt, seit wann es in Apulien diese Trulli gibt. Für die gehäufte Verbreitung dieser Bauart in Alberobello gibt es einen besonderen Grund: Giangirolamo II. Acquaviva, als Graf von Conversano Feudalherr der Gegend, wollte damit im 17. Jahrhundert eine im Königreich Neapel geltende Bestimmung umgehen, wonach es verboten war, neue Ortschaften ohne Erlaubnis zu gründen. Diese Erlaubnis kostete Geld.
Nun ließen sich aber um Alberobello herum immer mehr neue Siedler nieder. Girolamo machte ihnen allen zur Pflicht, bei der Bauweise dieser Trulli zu bleiben. Diese waren ebenso schnell zu demontieren wie wieder aufzubauen. Und wenn sich eine kaiserliche Kontrollkommission ankündigte, wurden die Dächer auseinandergenommen, um den Geldeintreibern zu demonstrieren, dass man eine armselige Ansammlung von halben Wänden nicht als neue Siedlung bezeichnen könne. Mithin mussten keine Steuern bezahlt werden. Der Erfolg dieser Maßnahme führte zu der Anordnung, in Alberobello überhaupt keinen Mörtel zu verwenden, und so wurde diese Bauform zur Tradition.

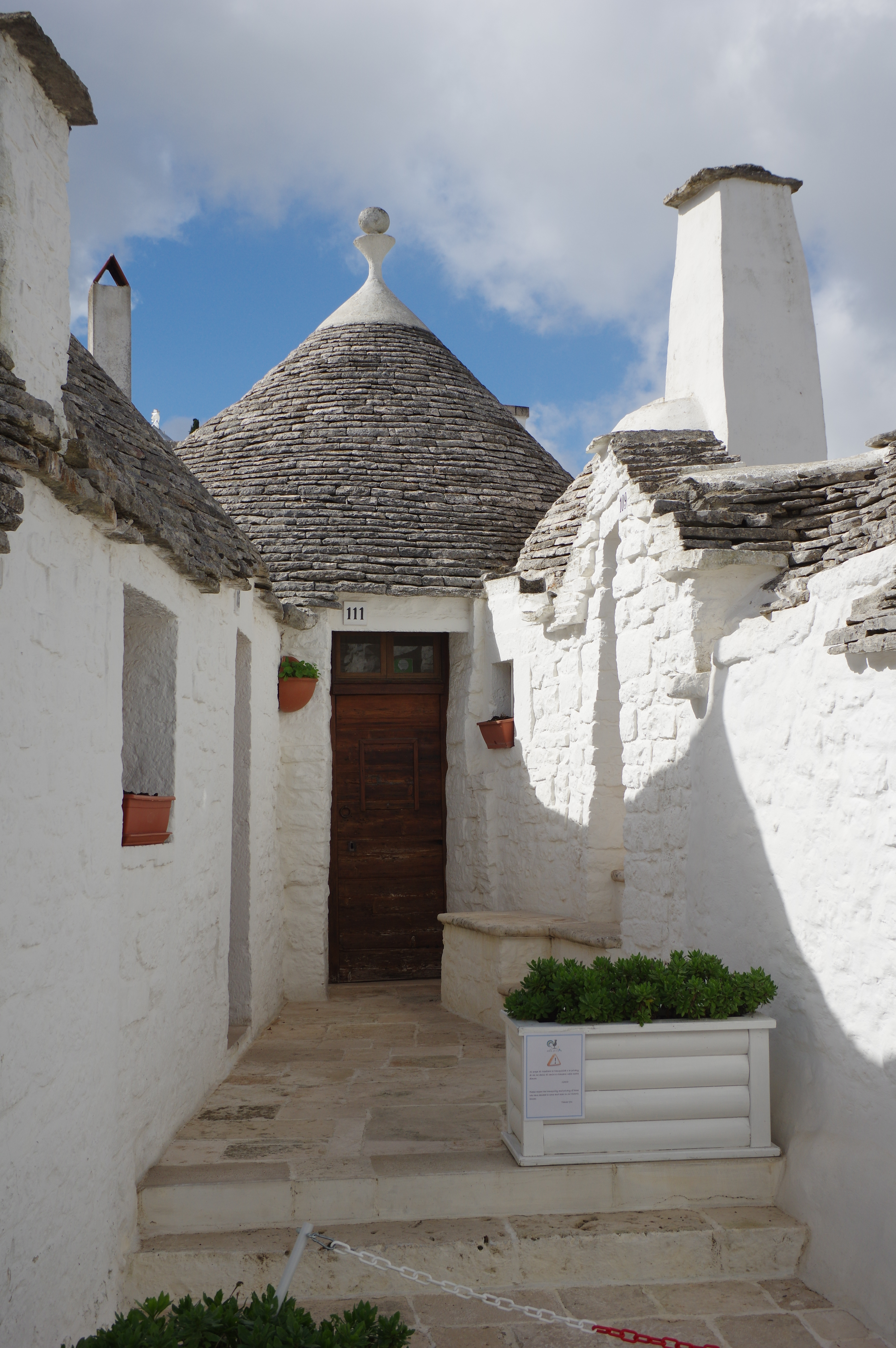
Hauseingang zu einem Trullo
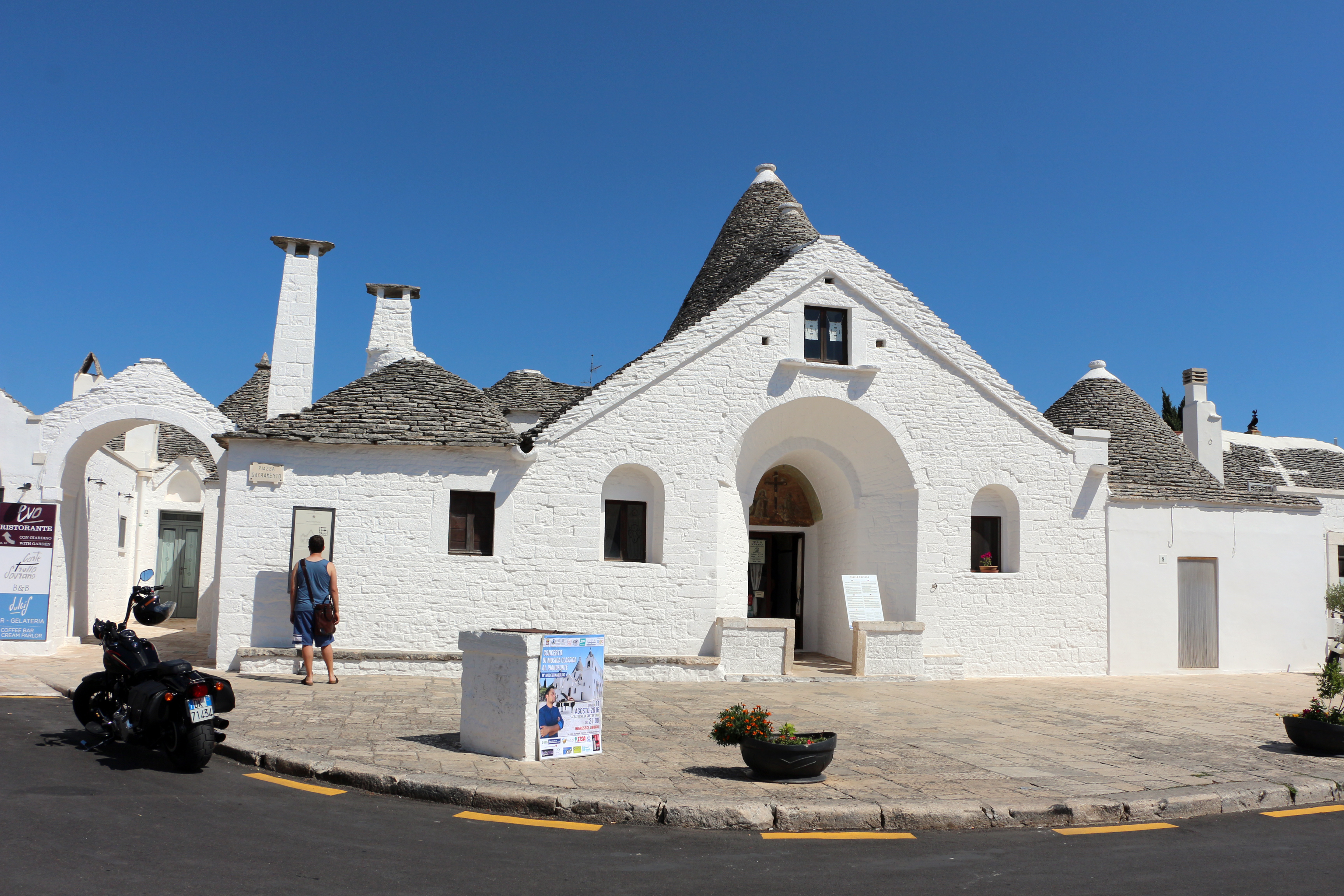
Trullo Sovrano
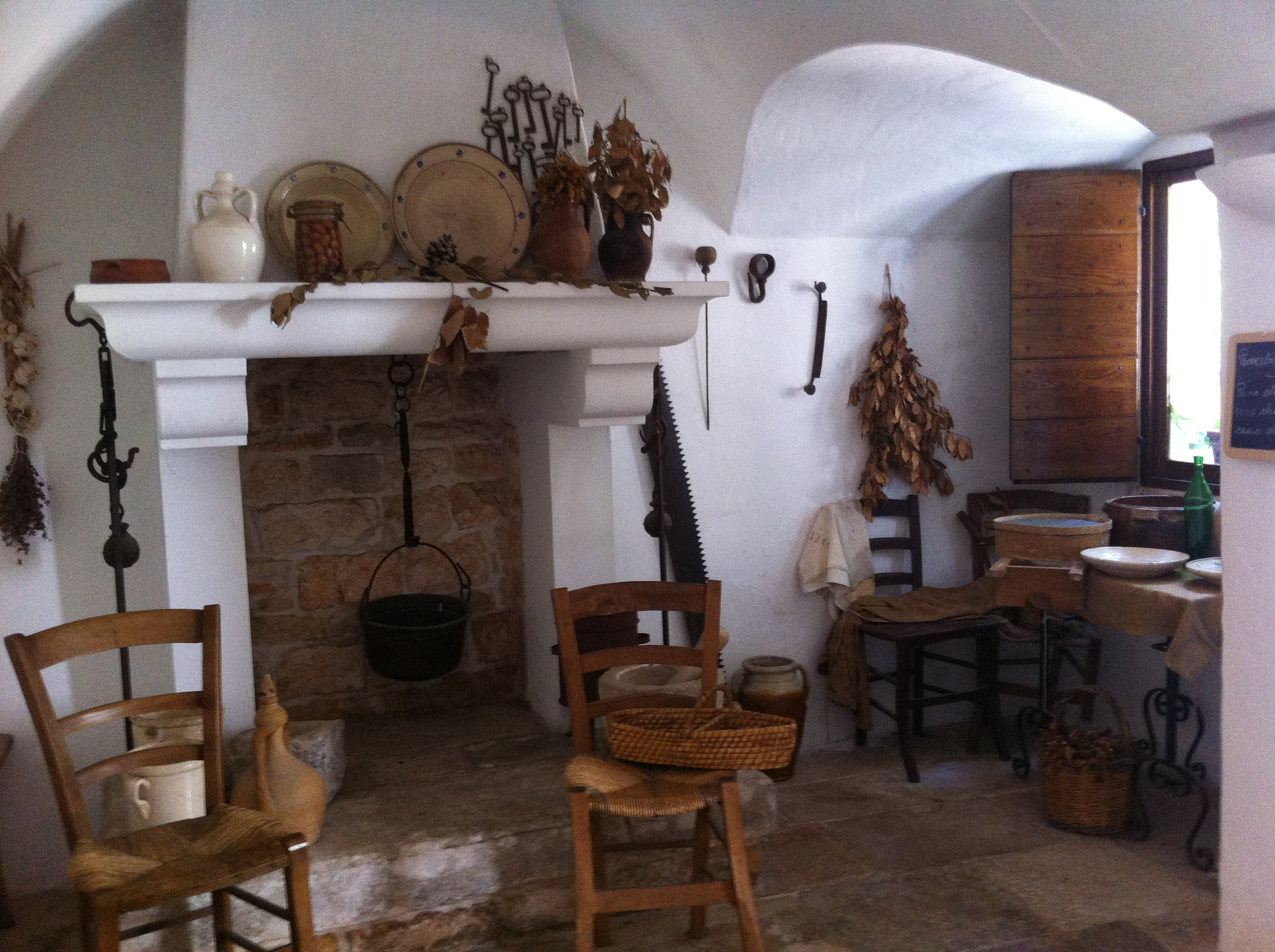
Trullo Sovrano von innen
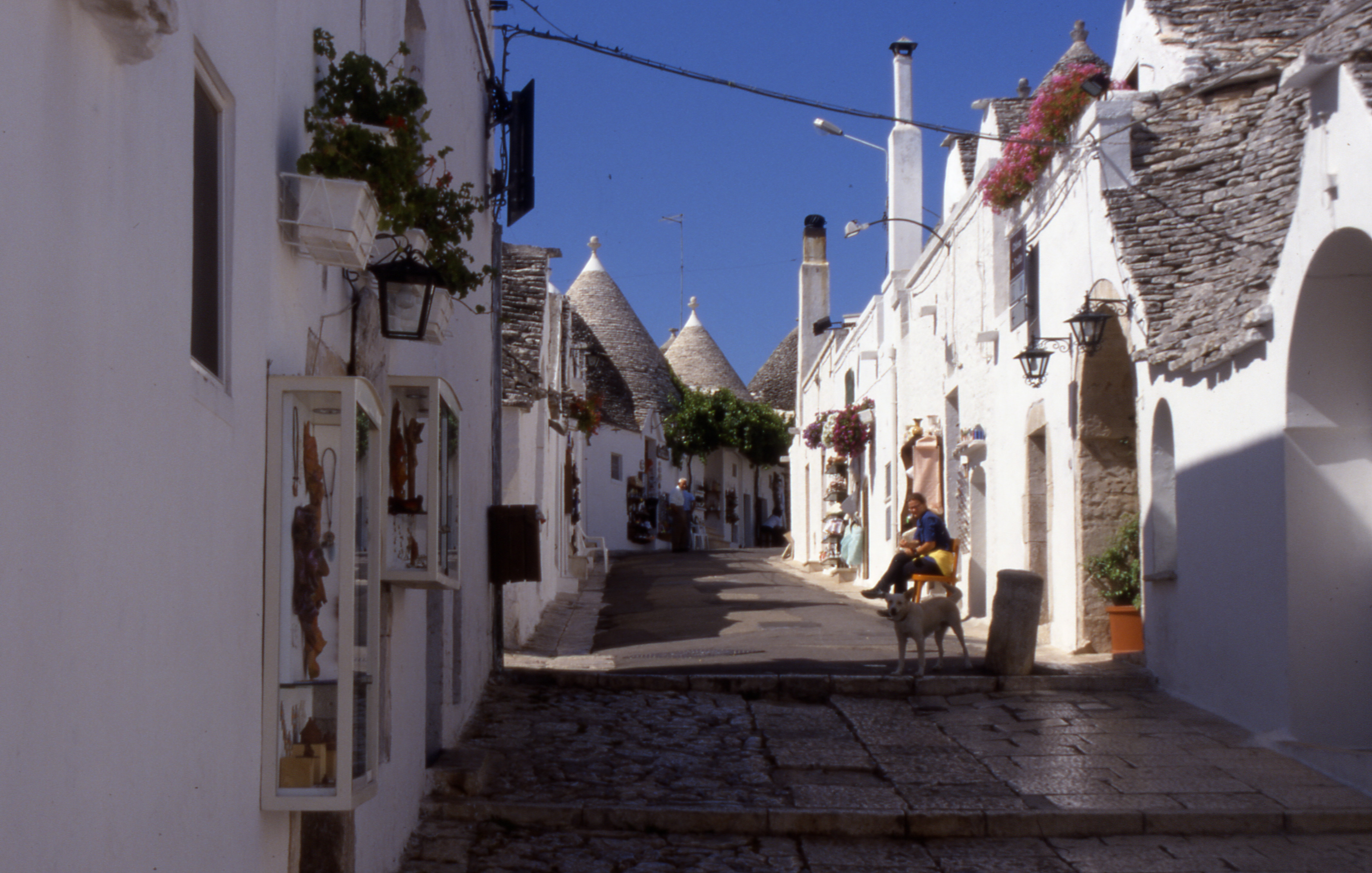
Straße in Alberobello
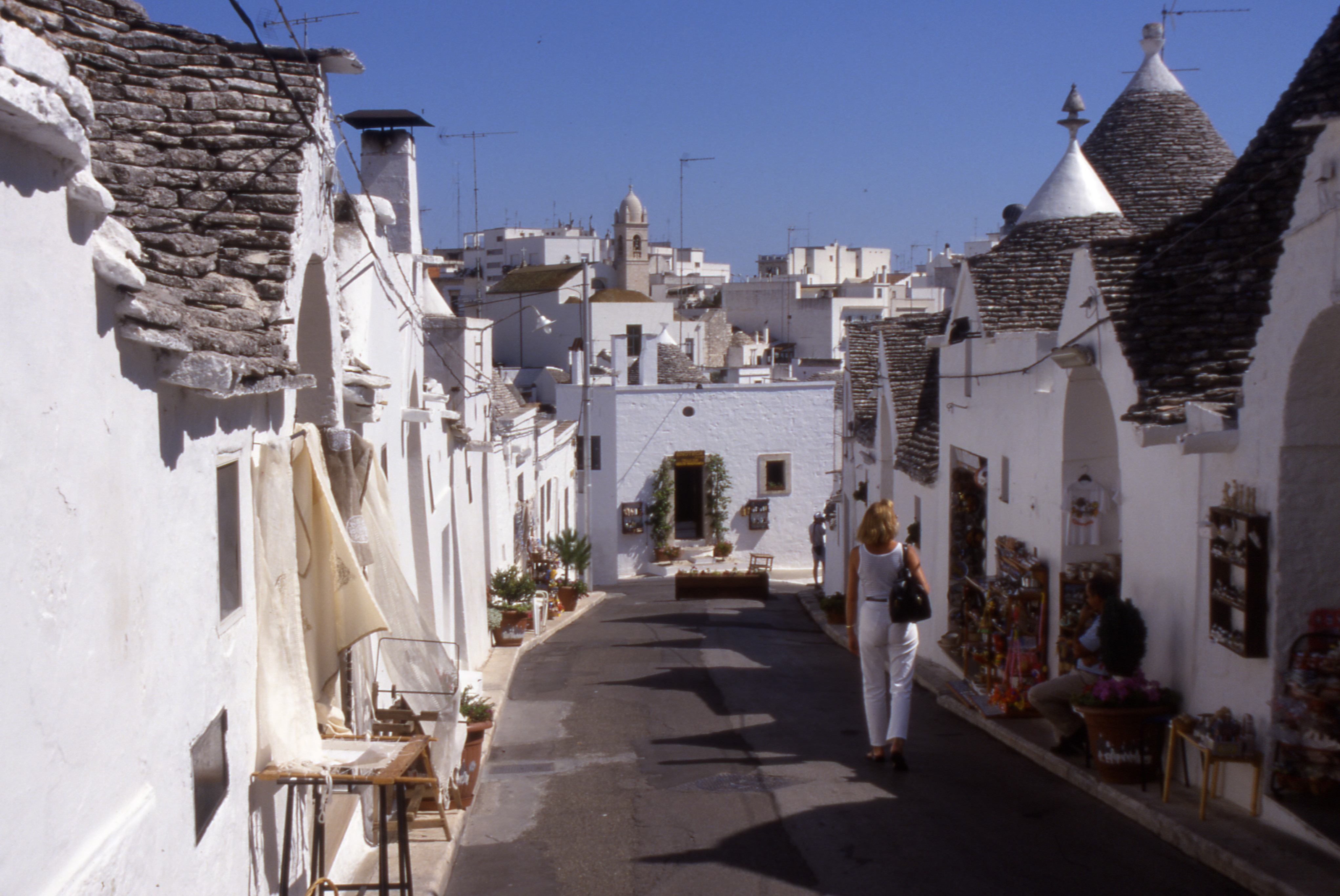
Ansicht
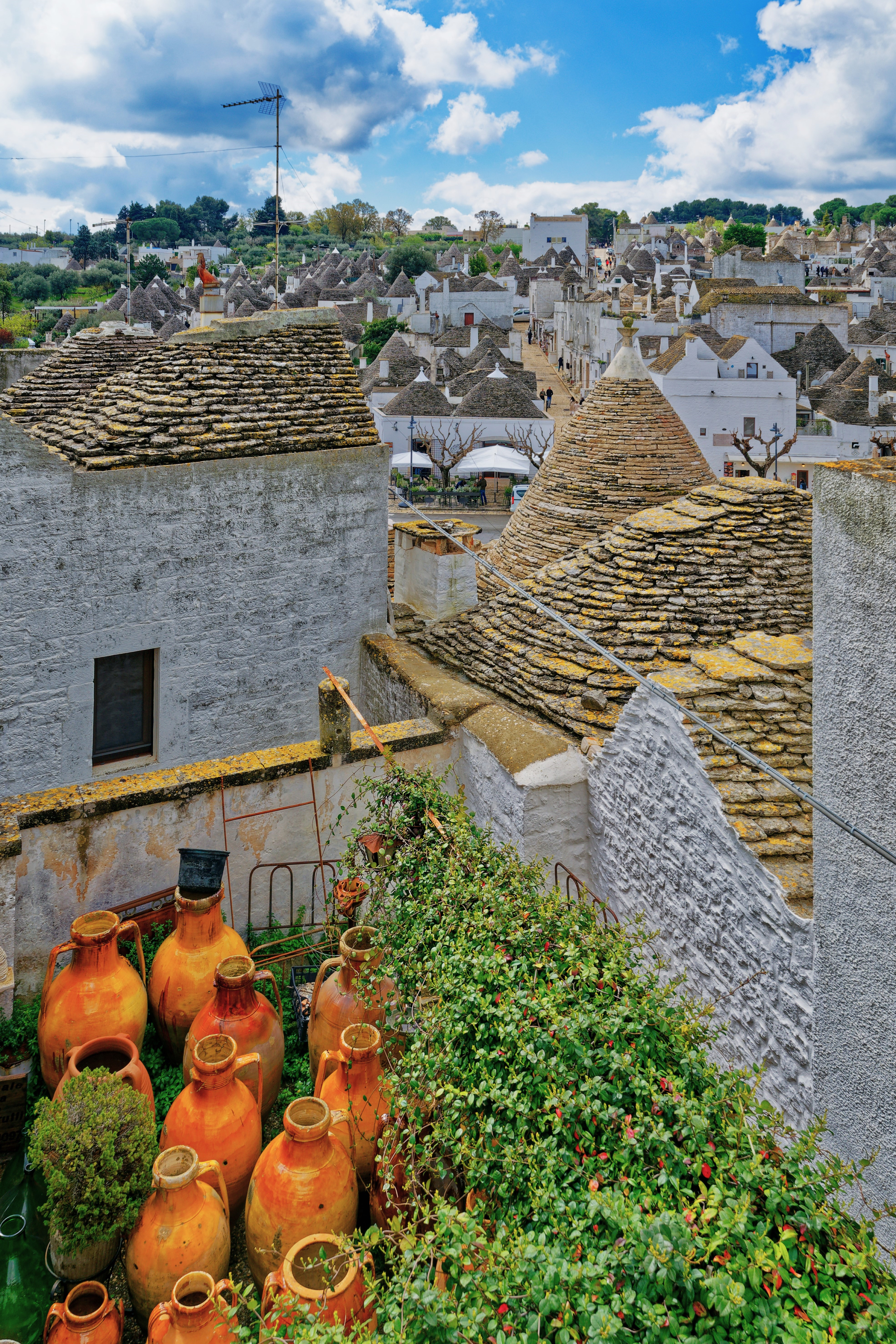
Amphoren und Trulli.
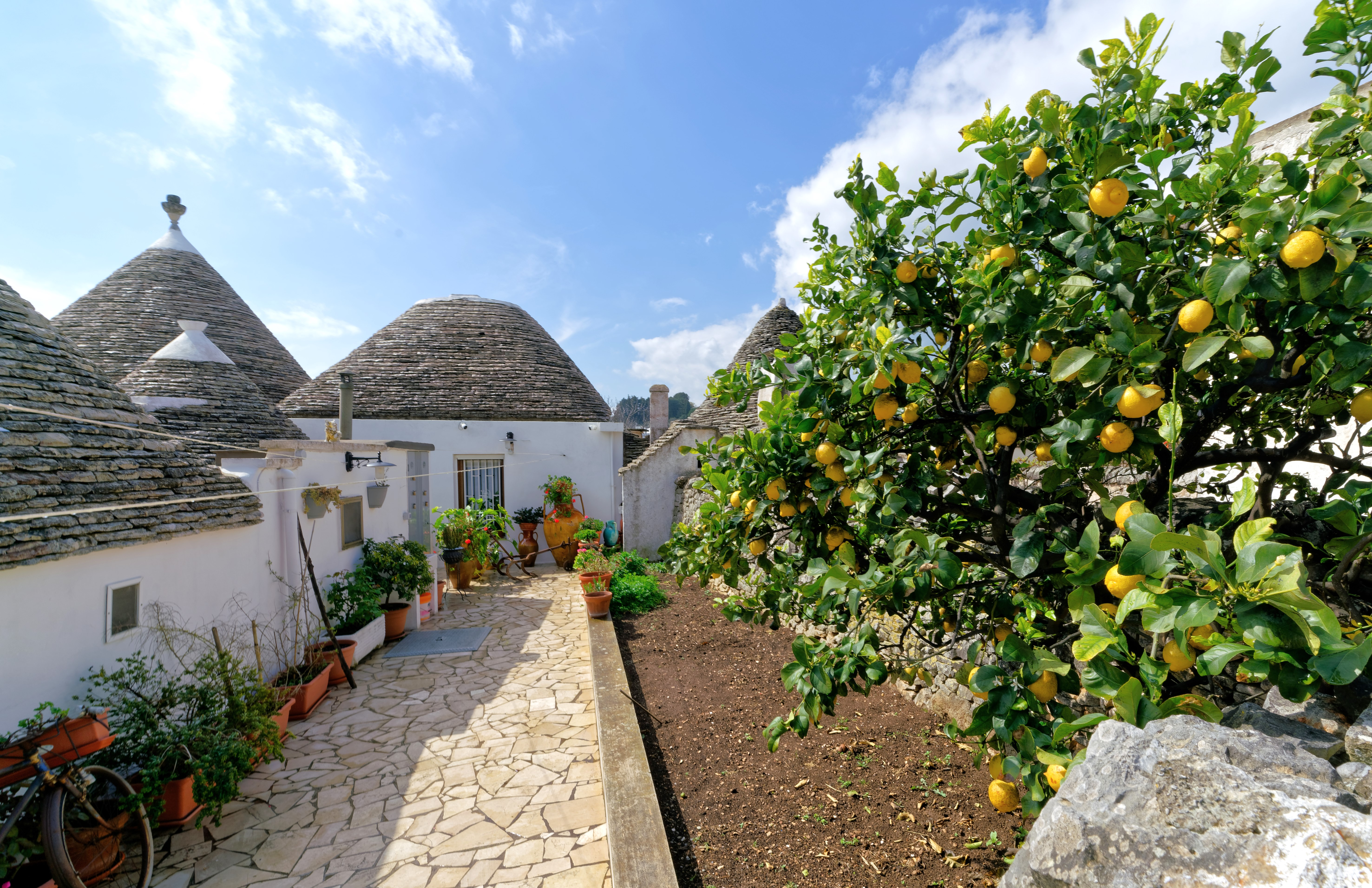
Trullogarten.

## Wallfahrtskirche Sant’Antonio di Padova

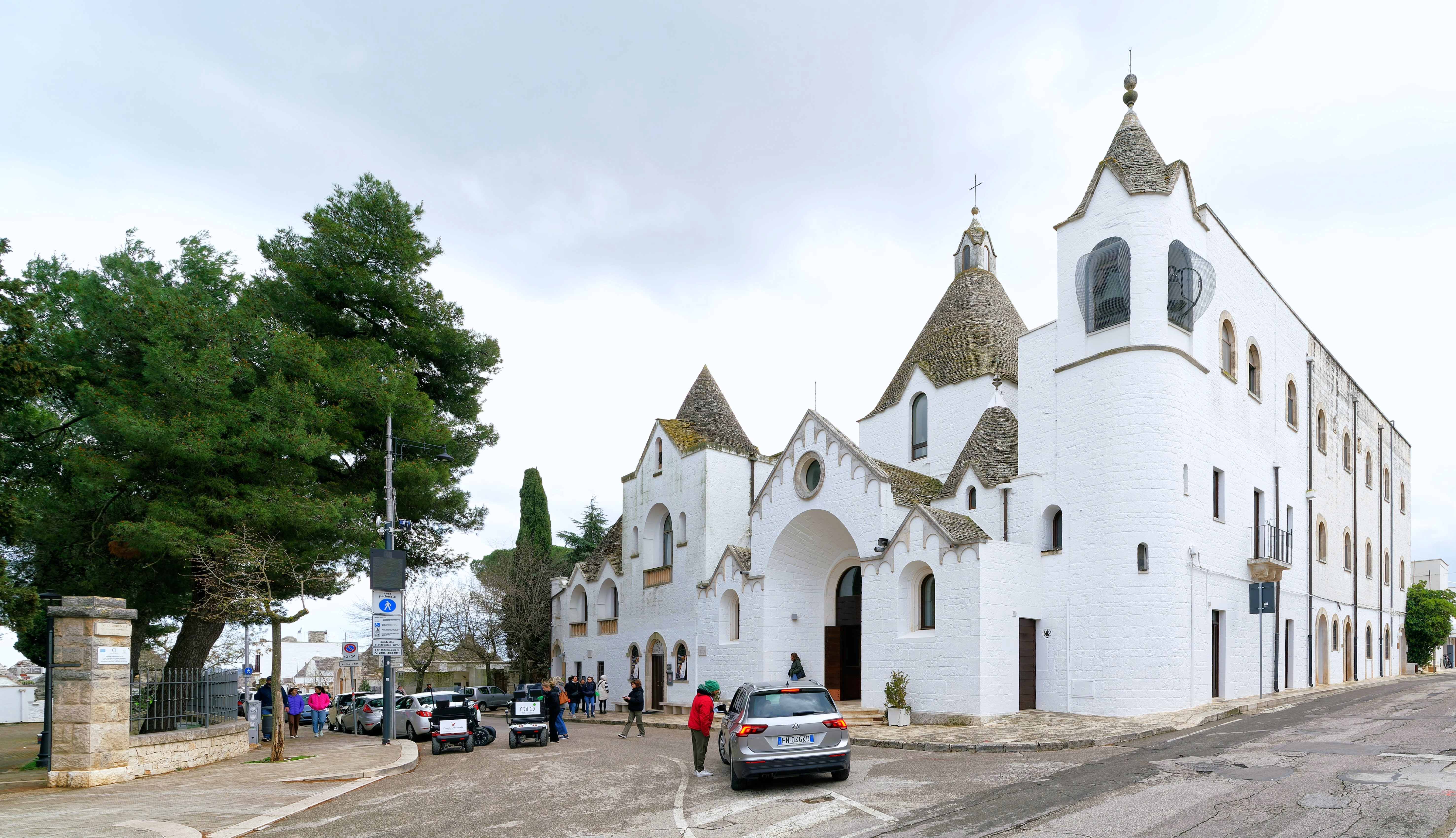
Kirche Sant’Antonio di Padova

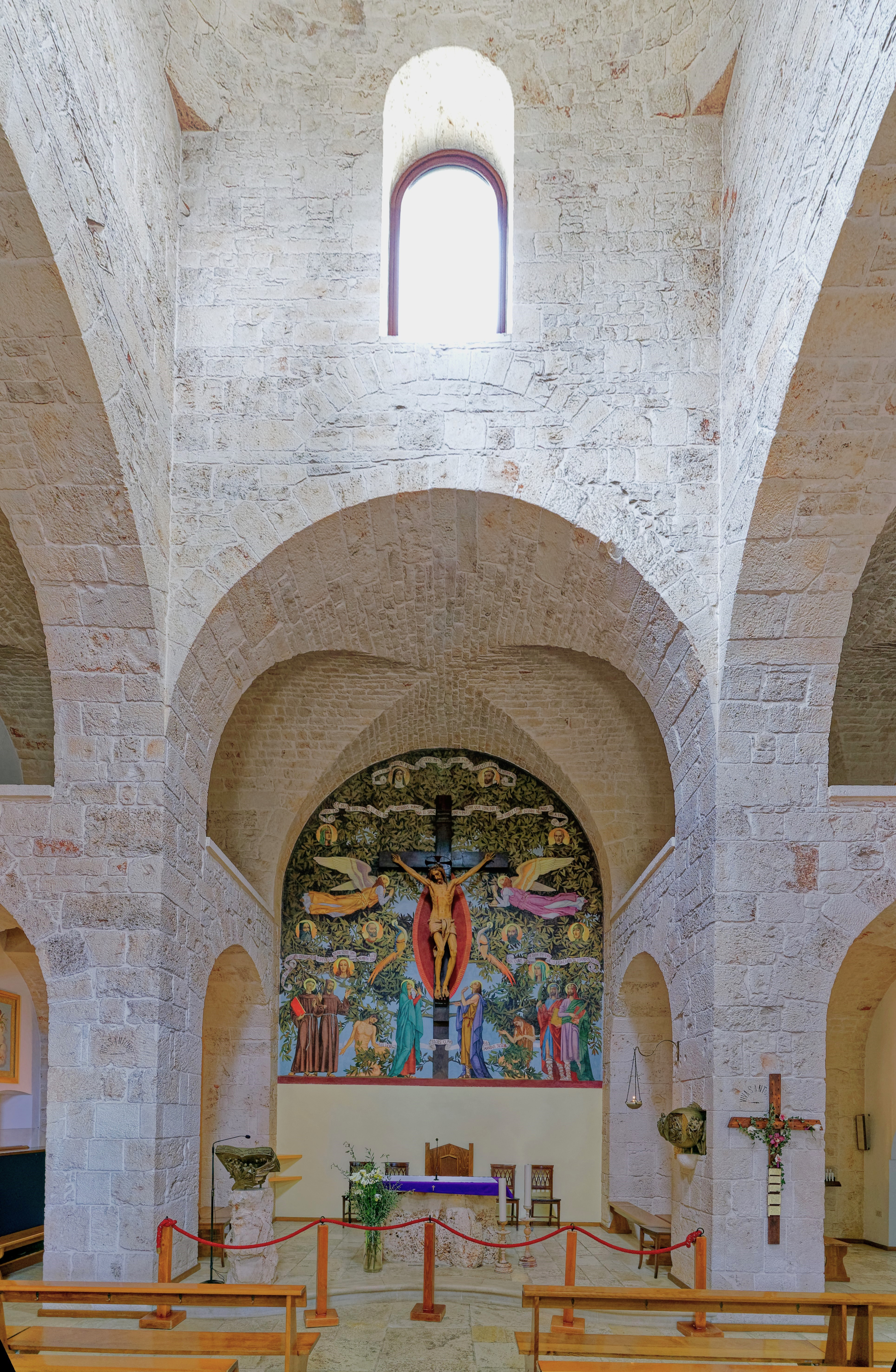
Der Altarraum.

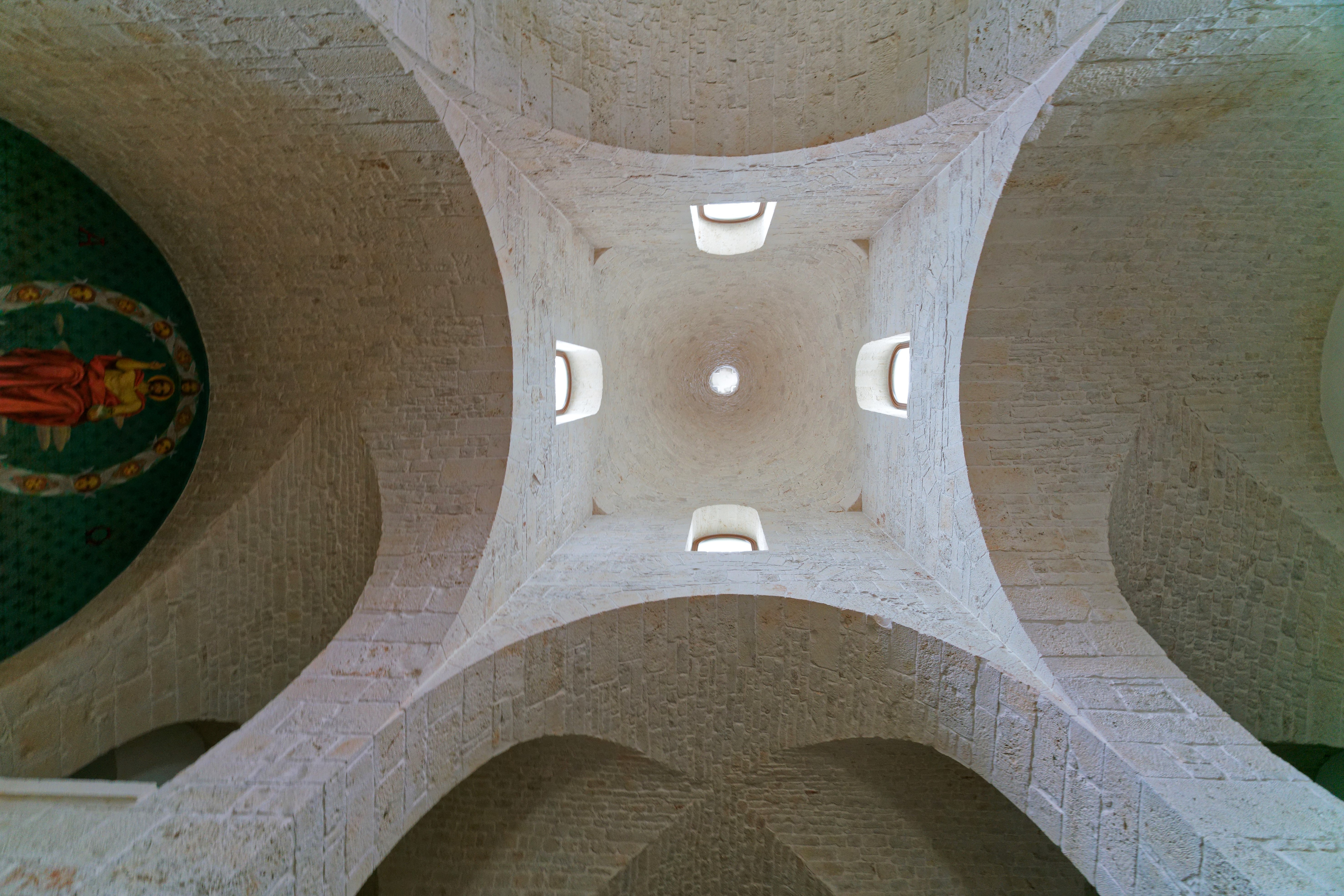
Blick in die Kuppel von Sant’Antonio di Padova.

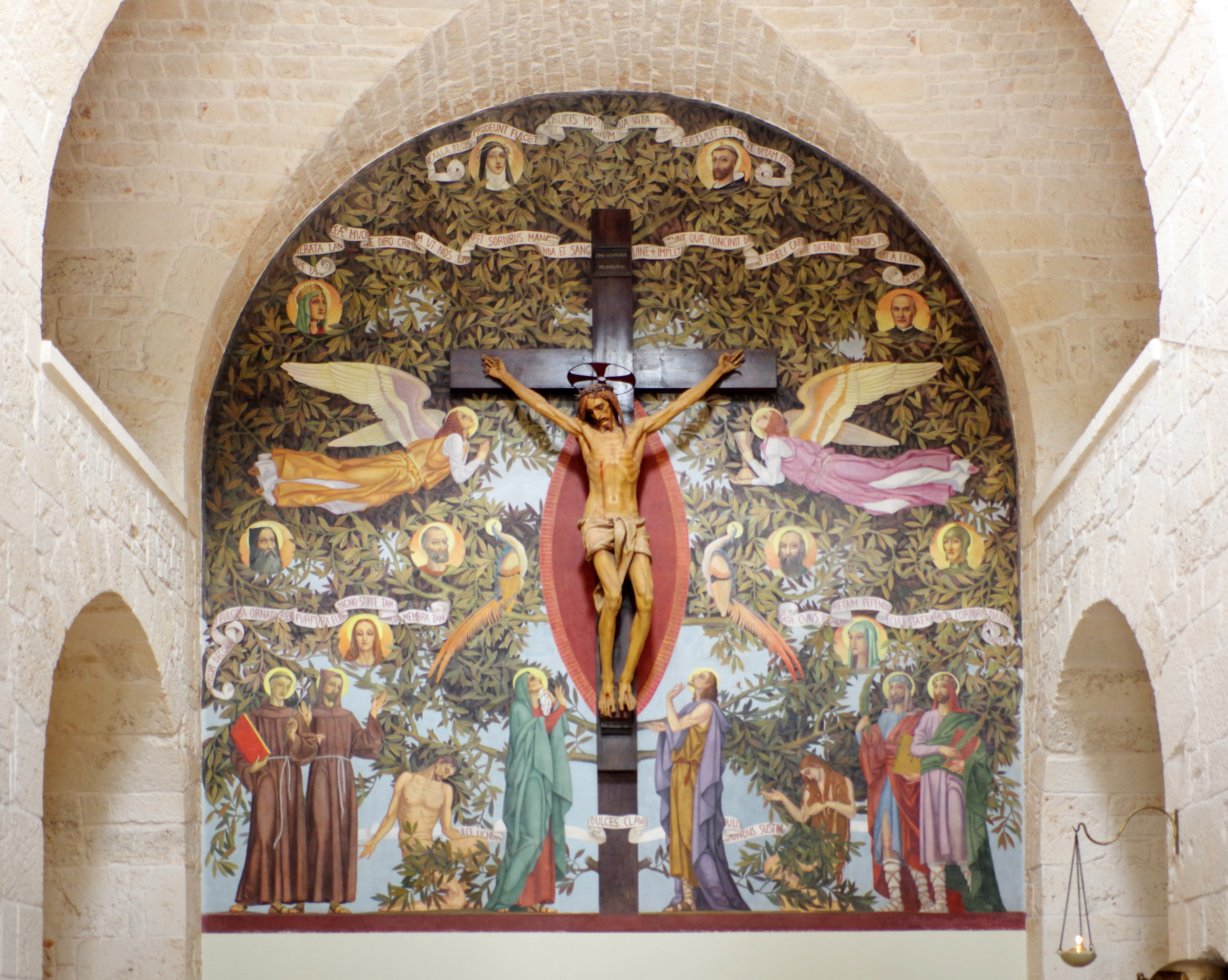
Kruzifix mit Christus und Wandgemälde

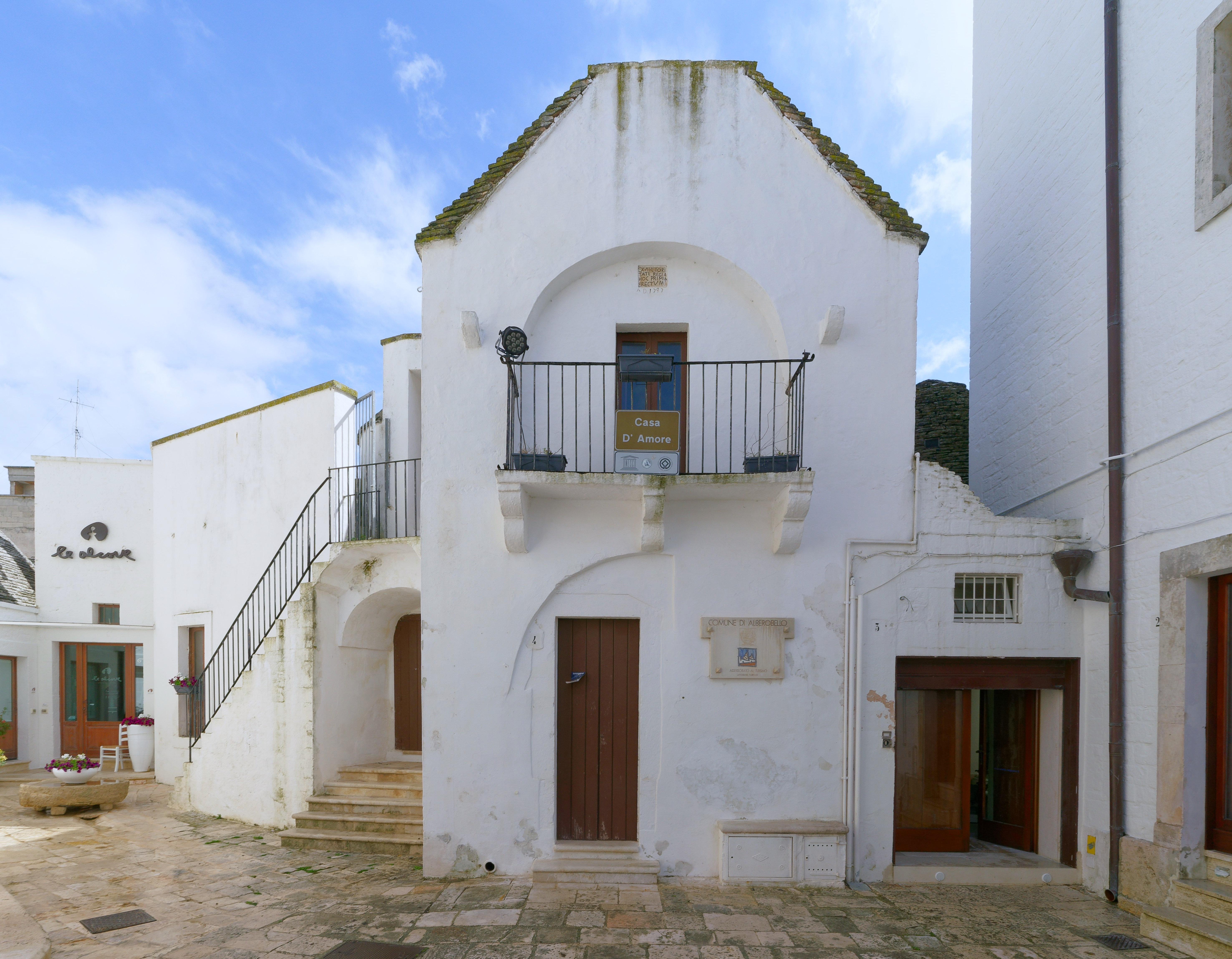
Das Rathaus von Alberobello.

Die Kirche wurde 1926 und 1927 auf Initiative von Bischof Domenico Lancelotti im Stadtviertel (Rione) Monti errichtet. Ab 1945 wurde die Kirche die zweite Pfarrkirche von Alberobello und ab 1952 wurde sie von Guanellianern („Diener der Nächstenliebe“), einer Priesterkongregation, geleitet. Die Einzigartigkeit des Gebäudes, das den Grundriss eines griechischen Kreuzes hat, liegt in der Reproduktion der Merkmale der Trulli, die sie umgibt. Das typischen Kegeldach der Trulli findet man auch in der 21 Meter hohen Kuppel und dem über 18 Meter hohen Glockenturm wieder.
Der Hauptaltar besteht aus einem steinernen Monolithen aus lokalem Kalkstein. 1959 wurde die Kirche mit einem großen Christus aus Mandelholz bereichert, der an der Wand vor dem Wandgemälde Der Baum der Erlösung steht. Beide Werke wurden von Adolfo Rollo gefertigt. Auf dem Fresko sind Gesichter verschiedener Heiliger dargestellt. von oben links schauen die Heilige Katharina und der Heilige Dominikus herab; ihnen folgen die Heilige Elena und Sankt Luigi Guanella, die Apostel Petrus und Paulus, der Heilige Benedikt und Sankt Georg, Maria Magdalena und die Heilige Lucia. Den Fuß des Kreuzes umrahmen die in Liebe leidende Madonna und der Apostel Johannes mit Gesten der Hingabe, während am Rand zu ihrer Linken die Heiligen Antonius und Franziskus von Assisi zu ruhen scheinen. Ein kniender Adam findet auf gleicher Position rechts vom Kreuz in Eva sein Gegenstück. Ganz rechts finden wir die Heiligen Kosmas und Damian.
Das Mandelkruzifix wird von zwei Pfauen, die die Ewigkeit symbolisieren, bewacht und bildet gleichzeitig den Stamm des Lebensbaumes mit vielen Zweigen und zahlreichen Blättern. Darunter lesen wir die Hymen Vexilla regis. Das Gebet wird am Karfreitag zu Ehren des Heiligen Kreuzes gesungen, das für die Erlösung durch Christus steht. Zwei Engel füllen den Raum auf beiden Seiten des Kreuzes mit akzentuiert horizontal ausgestreckten Körpern.
Die Trullokirche gehört als Denkmal seit 1996 zum UNESCO-Weltkulturerbe.

## Wirtschaft und Verkehr
Hauptwirtschaftszweig ist der Fremdenverkehr.
Alberobello hat einen Bahnhof an der Bahnstrecke Bari–Martina Franca–Taranto.

## Städtepartnerschaften
- Monte Sant’Angelo, Italien, seit 2013
- Andria, Italien, seit 2013

## Persönlichkeiten
- Cosmo Francesco Ruppi (1932–2011), römisch-katholischer Geistlicher, Erzbischof von Lecce